# Ballonskipper
En ballonskipper er føreren (skipperen) over et fartøj, der bruger en ballon som opdrift. Ballonskippere har blandt andet medvirket i tv-julekalenderen Nissebanden i Grønland, hvor nisserne flyver til Grønland fra Holme-Olstrup i en luftballon.
For at uddanne sig til ballonskipper, skal man gennemgå en uddannelse som ballonskipper. Uddannelsen består af en praktisk og en teoretisk del, og den afsluttes med en 30 minutters eksamination. 

## Berømte ballonskippere
- Brødrene Montgolfier
- Richard Branson
- Steve Fossett
- Vijaypat Singhania
- Lars Bloch
- Per Lindstrand

## Slang
I Søværnets Helikoptertjeneste bliver uheldige piloter, der fejludløser flotation bags i luften, kaldt for ballonskippere. Westland Lynx helikopterne kan ikke flyde og ved nødlanding på havet udløses fire flydeballoner automatisk eller med en knap på collective stick.